# Tarascosaurus salluvicus
Il tarascosauro (Tarascosaurus salluvicus) era un teropode appartenente alla famiglia degli abelisauridi, che visse nel Tardo Cretaceo in Francia. Il nome specifico "salluvicus" deriva dalla tribù dei Salluvi, che popolava le zone della Gallia Narbonense (attuale Francia meridionale), ovvero il luogo in cui sono stati trovati i resti del dinosauro. È l'unico della sua famiglia noto nell'Emisfero Nord a parte un altro probabile abelisauride olandese (Betasuchus) e a vari resti frammentari di dubbia origine ungheresi e rumeni, ma è conosciuto solo da qualche osso: in effetti è attualmente considerato nomen dubium. Si pensa comunque che doveva essere lungo tra i 6 e i 10 metri.
Le sue prede abituali dovevano essere iguanodonti e titanosauri e, dal momento che nelle zone in cui si sono trovati i suoi resti non sono stati rinvenuti altri predatori (eccezion fatta per il piccolo dromeosauride Pyroraptor), non entrava in competizione per il cibo con altri dinosauri carnivori.